# 黃嘉智
黃嘉智（1838年7月16日—1911年6月14日），生於漳州石尾，為台灣清治及日治時期的藥師、醫師。1859年5月在廈門，由打馬字牧師領洗入教。後跟隨馬雅各醫師來台，於旗後醫館行醫。1868年年底，馬雅各返回台南府域，就將旗後醫館醫務託萬巴德醫生。黃嘉智持續在旗後協助萬巴德、萬大衛、連多馬等醫師，除擔任藥師，也負責管日常事務、學習醫療。1886年年底，旗後醫館業務暫停，黃嘉智就在鳳山開設西藥房，當西醫。1867年，被旗後教會接納為會員，1878年5月受按立長老，直到去世。